# Sarah Morris
Sarah Morris (20 de junio de 1967, Sevenoaks, Kent, Inglaterra ) es una artista y cineasta estadounidense y británica.

## Formación
Morris estudió en la Universidad de Brown de 1985 a 1989, en  la Universidad de Cambridge, y en el Programa de Estudios Independientes del Museo Whitney de Arte Americano (1989-90).Fue becaria del Premio Berlín de la Academia Americana de Berlín (1999-2000). En 2001 recibió un premio de pintura de la Fundación Joan Mitchell. Estuvo casada con Liam Gillick.

## Obra
Morris trabaja tanto en pintura como en cine y considera que ambas disciplinas están interconectadas.
A finales de los años noventa, sus pinturas fueron diseños geométricos de cuadrícula modernista con planos de color. Una de sus series estaba compuesta por rascacielos con fachadas de vidrio con diseños de paisajes geométricos reflejados en sus fachadas. Entre sus estilos pictóricos  anteriores se encuentran serigrafías que recuerdan a Andy Warhol, pinturas de palabras y pinturas de zapatos.
Las películas de Morris se han caracterizado por ser retratos centrados en la psicología de individuos o ciudades. Sus películas sobre ciudades, como Midtown, Chicago, Los Ángeles y Río, representan escenas urbanas y captan la arquitectura, la política, la industria y el ocio que definen un lugar específico. Otras películas describen un lugar desde el punto de vista de un individuo, como el psicólogo Dr. George Sieber que describe el atentado terrorista en el Estadio Olímpico de Munich en la película 1972 o la política de la industria de Hollywood desde el punto de vista del guionista y productor en la película homónima Robert Towne.

## Exposiciones
Ha expuesto individualmente en espacios  como el Hamburger Bahnhof de Berlín (2001); Palais de Tokyo de París (2005); la Fondation Beyeler de Basilea (2008); el Museum für Moderne Kunst en Frankfurt (2009),Museo d'Arte Moderna di Bologna (2009), y el Musée National Fernand Léger de Biot (2012). 
Ha creado obras in situ para varias instituciones, incluida la Lever House, Kunsthalle Bremen (Alemania), el Kunstsammlung Nordrhein-Westfalen Museum, Düsseldorf (Alemania), el vestíbulo de UBS en la ciudad de Nueva York y la estación de metro de Gloucester Road en Londres.

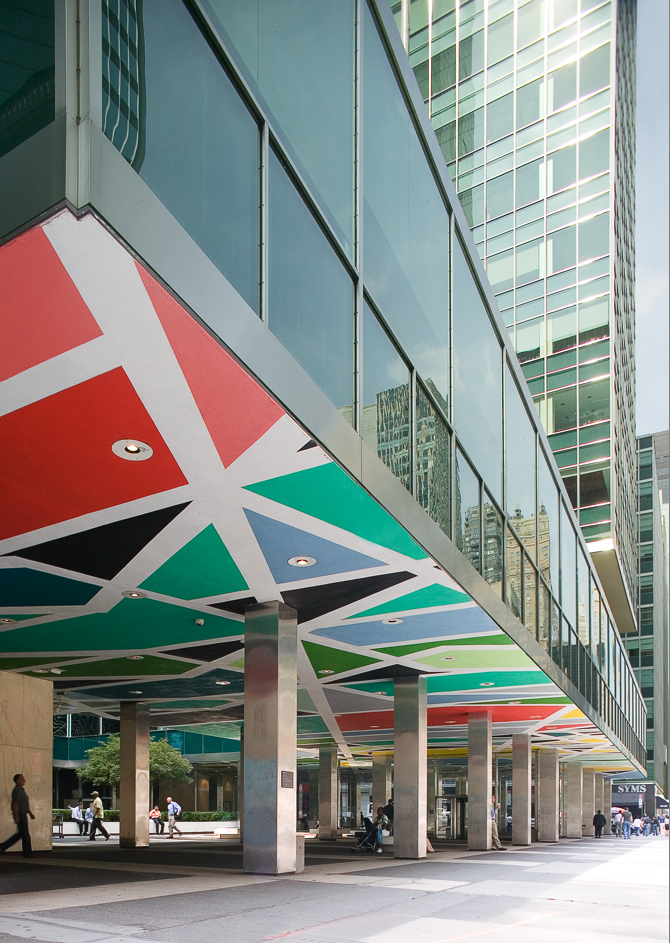
Robert Towne, 2006. Lever House, Manhattan

## Colecciones públicas
- Galería de arte Albright-Knox, Búfalo[19]
- Colección Berardo, Sintra, Portugal[20]
- Consejo Británico, Londres[21]
- Centro de Arte Contemporáneo, Le Consortium, Dijon[22]
- Centro Pompidou, París[23]
- Museo de diseño Cooper Hewitt Smithsonian, Nueva York[24]
- Museo de Arte de Dallas, Dallas[25]
- Fundación Louis Vuitton, París[26]
- FRAC Borgoña, Dijon[27]
- FRAC Poitou-Charentes[28]
- Government Art Collection, Londres[29]
- Museo Solomon R. Guggenheim, Nueva York[30]
- Kunsthalle Bremen, Bremen[31]
- Kunstmuseum Wolfsburgo, Wolfsburgo[32]
- Städtische Galerie im Lenbachhaus, Múnich[33]
- Museo de Arte de Miami[34]
- Museo de Arte Moderno de la Ciudad de París[35]
- Museo de Arte Contemporáneo, Los Ángeles[36]
- Museo de Arte Moderno, Nueva York[5]
- Museo für Moderne Kunst, Fráncfort[37]
- Sammlung DaimlerChrysler, Berlín[38]
- Museo Stedelijk, Ámsterdam[39]
- Tate Modern, Londres[40]
- Colección de arte UBS, Nueva York[41]
- Centro de Arte Británico de Yale, New Haven[42]
- Museo Victoria and Albert, Londres[43]

## Filmografía
- Centro de la ciudad (1998)[44]
- AM / PM (1999)[44]
- Capital (2000)[44]
- Miami (2002)[44]
- Los Ángeles (2004)[44]
- Robert Towne (2006)[44]
- 1972 (2008)[44]
- Pekín (2008)[45]
- Puntos en una línea (2010)[46]
- chicago (2011)[47]
- Río (2012)[48]
- Magia extraña (2014)[49]
- Abu Dabi (2016)[50]
- Juegos finitos e infinitos (2017)[51]
- Sakura (2019)

## Otras actividades
- Americans for the Arts, Miembro del Comité de Artistas.[52]

## Pleito de origami
En 2011, Morris fue demandada por un grupo de seis artistas de origami, entre ellos el estadounidense Robert J. Lang. Alegaron que en 24 obras (finalmente se descubrió que eran 33 o más) de su serie de pinturas "Origami", Morris había copiado sin permiso ni crédito sus patrones de pliegues originales, los había coloreado y vendido como diseños "encontrados" o "tradicionales".El caso se resolvió extrajudicialmente a principios de 2013; según los términos del acuerdo, se dará crédito a los creadores de los patrones de pliegues cuando se expongan las obras.
| Painting title  | Year painted | Square painting edge sizes | Model title                         | Model composer     |
| --------------- | ------------ | -------------------------- | ----------------------------------- | ------------------ |
| Angel           | 2009         | 214 cm                     | Harpy                               | Jason Ku           |
| Bat             | 2007         | 214 cm                     | Bat                                 | Noboru Miyajima    |
| Black Ant       | 2009         | 214 cm                     | Harvestman (Phalangium)             | Manuel Sirgo       |
| Calypte Anna    | 2007         | 214 cm                     | Ruby-throated Hummingbird, opus 389 | Robert J. Lang     |
| Calypte Anna    | 2008         | 289 cm                     | Ruby-throated Hummingbird, opus 389 | Robert J. Lang     |
| Cat             | 2007         | 53.5 cm                    | Cat                                 | Noboru Miyajima    |
| Cat             | 2007         | 214 cm                     | Cat                                 | Noboru Miyajima    |
| Chaser          | 2008         | 214 cm                     | Dragonfly, opus 369                 | Robert J. Lang     |
| Clerid Beetle   | 2009         | 214 cm                     | Scorpion (Buthus)                   | Manuel Sirgo       |
| Crane           | 2008         | 214 cm                     | Dancing Crane, opus 460             | Robert J. Lang     |
| Cuttlefish      | 2009         | 214 cm                     | Sepia                               | Manuel Sirgo       |
| Dragon          | 2007         | 214 cm                     | KNL Dragon, opus 132                | Robert J. Lang     |
| Falcon          | 2007         | 214 cm                     | Cooper’s Hawk, opus 464             | Robert J. Lang     |
| Falcon          | 2008         | 53.5 cm                    | Cooper’s Hawk, opus 464             | Robert J. Lang     |
| Goatfish        | 2007         | 152.5 cm                   | Goatfish, opus 202                  | Robert J. Lang     |
| Grasshopper     | 2007         | 76.6 cm                    | Grasshopper, opus 83                | Robert J. Lang     |
| Grasshopper     | 2007         | 289 cm                     | Grasshopper, opus 83                | Robert J. Lang     |
| Hercules Beetle | 2007         | 214 cm                     | Hercules Beetle, opus 271           | Robert J. Lang     |
| June Beetle     | 2009         | 214 cm                     | Cyclommatus metallifer              | Nicola Bandoni     |
| Kawasaki Cube   | 2008         | 53.5 cm                    | Kawasaki Cube #1                    | Toshikazu Kawasaki |
| Kawasaki Cube   | 2008         | 53.5 cm                    | Kawasaki Cube #1                    | Toshikazu Kawasaki |
| Kawasaki Cube   | 2008         | 214 cm                     | Kawasaki Cube #1                    | Toshikazu Kawasaki |
| Kawasaki Cube   | 2009         | 289 cm                     | Kawasaki Cube #1                    | Toshikazu Kawasaki |
| Leaf Mantis     | 2009         | 214 cm                     | Leaf Mantis                         | Manuel Sirgo       |
| Lion            | 2007         | 214 cm                     | Lion                                | Noboru Miyajima    |
| Mommoth         | 2007         | 53.5 cm                    | Mommoth                             | Noboru Miyajima    |
| Mommoth         | 2007         | 214 cm                     | Mommoth                             | Noboru Miyajima    |
| Mouse           | 2007         | 122 cm                     | Rat, opus 159                       | Robert J. Lang     |
| Night Hawk      | 2008         | 214 cm                     | Stealth Fighter, opus 324           | Robert J. Lang     |
| Night Hunter    | 2007         | 214 cm                     | Night Hunter, opus 469              | Robert J. Lang     |
| Orchis          | 2008         | 214 cm                     | Orchid, opus 392                    | Robert J. Lang     |
| Parrot          | 2009         | 214 cm                     | Macaw                               | Manuel Sirgo       |
| Pegasus         | 2007         | 53.5 cm                    | Pegasus, opus 325                   | Robert J. Lang     |
| Pegasus         | 2007         | 214 cm                     | Pegasus, opus 325                   | Robert J. Lang     |
| Praying Mantis  | 2007         | 214 cm                     | Praying Mantis, opus 246            | Robert J. Lang     |
| Rabbit          | 2007         | 122 cm                     | Rabbit, opus 186                    | Robert J. Lang     |
| Raccoon Dog     | 2007         | 122 cm                     | Raccoon Dog                         | Noboru Miyajima    |
| Rhino Beetle    | 2008         | 214 cm                     | Eupatorus gracilicornus, opus 476   | Robert J. Lang     |
| Rockhopper      | 2007         | 20.8 cm                    | Penguin                             | Noboru Miyajima    |
| Rockhopper      | 2007         | 122 cm                     | Penguin                             | Noboru Miyajima    |
| Rockhopper      | 2009         | 289 cm                     | Penguin                             | Noboru Miyajima    |
| Swan            | 2007         | 122 cm                     | Swan                                | Noboru Miyajima    |
| Swan            | 2007         | 214 cm                     | Swan                                | Noboru Miyajima    |
| Swan            | 2007         | 289 cm                     | Swan                                | Noboru Miyajima    |
| Swan            | 2008         | 53.5 cm                    | Swan                                | Noboru Miyajima    |
| Tarantula       | 2008         | 53.5 cm                    | Tarantula                           | Robert J. Lang     |
| Tarantula       | 2008         | 214 cm                     | Tarantula                           | Robert J. Lang     |
| Weasel          | 2007         | 76.6 cm                    | Weasel                              | Noboru Miyajima    |
| Weasel          | 2007         | 214 cm                     | Weasel                              | Noboru Miyajima    |
| Weasel          | 2008         | 122 cm                     | Weasel                              | Noboru Miyajima    |
| Weasel          | 2008         | 289 cm                     | Weasel                              | Noboru Miyajima    |
| Wolf            | 2007         | 289 cm                     | Wolf                                | Noboru Miyajima    |